# Baldock
Baldock is een plaats in het bestuurlijke gebied North Hertfordshire, in het Engelse graafschap Hertfordshire. De plaats telt 9.900 inwoners en ligt zo'n 53 km ten noorden van Londen.
Baldock is een zogenaamde 'market town', in het Verenigd Koninkrijk een wettelijke distinctie tussen dorp en stad, die in het Nederlands vlek wordt genoemd.

## Geschiedenis
Archeologisch onderzoek heeft nederzettingen in de ijzertijd aangetoond en het stadje had een zeker belang in de Romeinse tijd, daar zij aan een van belangrijkste wegen van Londen naar het noorden lag. Geschreven bronnen ten aanzien van deze periode zijn zo goed als niet voorhanden. Het dorp werd rond 1140 (opnieuw) gesticht door de Tempeliers, die er in die tijd bezittingen verwierven. Zij verbleven er niet zelf, maar lieten het bestuur over aan een baljuw, daar het dorp hoofdzakelijk fondsen voor hun activiteiten in het Heilige Land moest opleveren. In 1185 documenteerden zij hun bezittingen en vermeldden over Baldock dat er 122 mensen woonden.

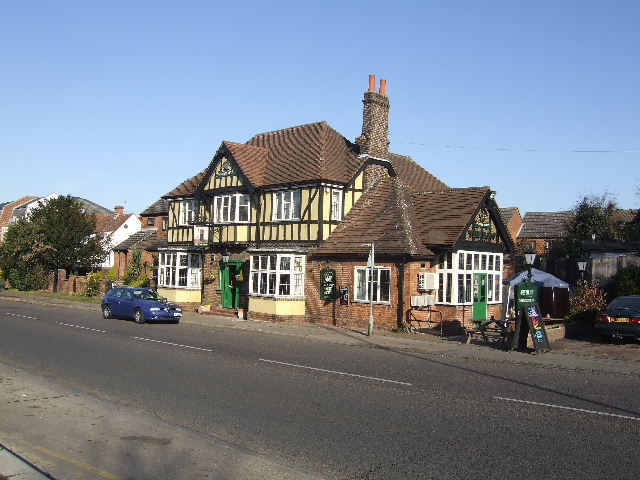
Een pub en voormalige koetsiersherberg.

Het belang van het gebied bij de verbindingen naar het noorden, later de "Great North Road" genaamd, bleef Baldock ook in latere eeuwen houden, getuige de vele koetsiersherbergen die het stadje rijk was. De meeste gebouwen hiervan bestaan nog steeds en zijn als 'pub' of hotel in gebruik. In de 18e eeuw zorgde de komst van de 'turnpikes' (tolwegen) voor verbetering van het wegennet en daardoor verdere groei van het (goederen)vervoer.
Vanaf de 16e eeuw ontwikkelde Baldock zich als regionaal centrum op het gebied van mouterijen en tot in de 19e eeuw waren er in het stadje drie grotere brouwerijen gevestigd. In die laatste periode werd het wegvervoer overvleugeld door dat over water en spoor, terwijl de brouwerijen hun voorkeur voor de typische bruine mout uit Noord-Hertfordshire verloren. Deze twee factoren zorgden voor een economische neergang in het stadje, en in de 20e eeuw verdwenen nog meer traditionele industrie en nijverheid. De ligging van Baldock aan de snelweg A1 en de spoorlijn van Londen naar Cambridge geeft het stadje weer iets van haar positie als verkeersknooppunt terug.

## Monumenten
Het centrum van Baldock telt circa 100 monumenten, waaronder een uit 1617 stammend oudeliedenhuis en een aan de Maagd Maria gewijde kerk, waarvan de oudste delen uit de eerste helft van de 14e eeuw stammen.

## Cultuur
Sinds 1199 kent Baldock de Charter Fair, een recht dat haar door koning Jan zonder Land werd verleend. Oorspronkelijk was het een jaarmarkt, die zich later ontwikkelde in de richting van kermis en ander vermaak. Begin mei wordt in het stadje een cultureel festival gehouden, samen met een bierfestival.